# Tamsin Cook
Tamsin Cook (Ciudad del Cabo, Sudáfrica, 25 de diciembre de 1998) es una deportista australiana que compitió en natación. Participó en los Juegos Olímpicos de Río de Janeiro 2016, obteniendo una medalla de plata en la prueba de 4 × 200 m libre.

## Palmarés internacional
| Juegos Olímpicos | Juegos Olímpicos        | Juegos Olímpicos | Juegos Olímpicos |
| Año              | Lugar                   | Medalla          | Prueba           |
| ---------------- | ----------------------- | ---------------- | ---------------- |
| 2016             | Río de Janeiro (Brasil) | Medalla de plata | 4 × 200 m libre  |